# Rose Christiane Ossouka Raponda
Rose Christiane Ossouka Raponda, née le 30 juin 1963 à Franceville, est une femme d'État gabonaise, membre du Parti démocratique gabonais. Après avoir occupé divers postes ministériels, elle est successivement Première ministre entre 2020 et 2023 puis vice-présidente de la République de janvier à août 2023.

## Biographie
Rose Christiane Ossouka Raponda est d'origine mpongwe, ethnie située dans la province de l'Estuaire. Économiste de formation, elle est diplômée de l'Institut gabonais de l'économie et des finances en 1995, avec une spécialisation en finances publiques. 
Elle est directrice générale de l'Économie puis directrice générale adjointe de la Banque de l'habitat du Gabon, au début des années 2000.
Elle entre au gouvernement en 2012, nommée par Raymond Ndong Sima au poste de ministre du Budget, des Comptes publics et de la Fonction publique. Elle conserve son poste durant deux ans. Aux élections municipales de décembre 2013, en huitième position sur la liste du parti présidentiel Parti démocratique gabonais, elle est élue conseillère du 3e arrondissement de Libreville. Elle devient le mois suivant la première femme maire de la ville,.
Elle intègre le gouvernement de Julien Nkoghe Bekalé le 12 février 2019 comme ministre d'État et de la Défense nationale et de la Sécurité du territoire, succédant à Étienne Massard Kabinda Makaga. Le 16 juillet 2020, elle est nommée Première ministre par un décret du président Ali Bongo. Elle devient la première femme à occuper ce poste. Le cabinet de la présidence communique qu'elle est chargée « d'assurer la relance économique et l'accompagnement social nécessaires en raison de la crise mondiale liée à la Covid-19 ».
Le 9 janvier 2023, à quelques mois de l'élection présidentielle, elle est nommée vice-présidente de la République et devient la première femme du pays à occuper cette fonction. Par cette nomination, elle laisse la primature au très influent Alain-Claude Bilie By Nze.
Elle défend avec ferveur la réélection d'Ali Bongo lors de la campagne de 2023. Quelques jours plus tard, elle est renversée par le coup d'État de 2023 au Gabon. Le 4 septembre 2023, Brice Oligui Nguema prête serment au palais présidentiel de Libreville en tant que président de la Transition, en présence des juges de la Cour constitutionnelle, du Premier ministre, de la vice-présidente et des présidents des deux chambres parlementaires sortants.

## Distinctions
- Commandeur dans l'ordre militaire de la Panthère noire (2 décembre 2019)
- Commandeur de l'ordre national du Mérite  (2 décembre 2019)
- Officier dans l'ordre national du Mérite gabonais (8 mai 2017)